# Vuurtoren van Le Hourdel
De Vuurtoren van Le Hourdel (Frans: Phare du Hourdel) is een vuurtoren in de tot het departement Somme behorende plaats Cayeux-sur-Mer in Frankrijk. De vuurtoren bevindt zich te Le Hourdel, op een in de Baai van de Somme vooruitstekende punt (Pointe du Hourdel).

## Geschiedenis
Reeds in 1840 werd er een lichtbaken op deze plaats gebouwd. In 1852 werd dit op een 10 meter hoge houten voet geplaatst. In 1905 werd een nieuwe vuurtoren gebouwd op een metalen zuil van 10,2 meter hoog. In 1944 werd deze door oorlogsgeweld vernield.
In 1950 kwam een nieuwe vuurtoren gereed, uitgevoerd in gewapend beton en 18 meter hoog. Hiernaast verrees een ruimte waarin diensten gevestigd werden.